# Valentin Antov
Valentin Ivaĭlov Antov (Bulgaars: Валентин Ивайлов Антов) (Sofia, 9 november 2000) is een Bulgaars voetballer, die doorgaans speelt als centrale verdediger. Antov speelt momenteel voor CSKA Sofia. Antov is sinds maart 2019 Bulgaars international.

## Clubcarrière
Antov is een jeugdproduct van CSKA Sofia. Op 14 april 2018 maakte hij zijn officieel competitiedebuut in de Parva Liga. In de thuiswedstrijd tegen FK Vereja kwam hij veertien minuten voor tijd Rúben Pinto vervangen. De wedstrijd werd met 5–1 gewonnen.

## Clubstatistieken
| Seizoen | Club       | Competitie | Competitie | Competitie | Beker | Beker | Internationaal | Internationaal | Totaal | Totaal |
| Seizoen | Club       | Competitie | Wed.       | Dlp.       | Wed.  | Dlp.  | Wed.           | Dlp.           | Wed.   | Dlp.   |
| ------- | ---------- | ---------- | ---------- | ---------- | ----- | ----- | -------------- | -------------- | ------ | ------ |
| 2017/18 | CSKA Sofia | Parva Liga | 4          | 0          | 0     | 0     | –              | –              | 4      | 0      |
| 2018/19 | CSKA Sofia | Parva Liga | 18         | 0          | 3     | 0     | 5              | 0              | 26     | 0      |
| 2019/20 | CSKA Sofia | Parva Liga | 3          | 0          | 0     | 0     | 2              | 0              | 5      | 0      |
| Totaal  | Totaal     | Totaal     | 25         | 0          | 3     | 0     | 7              | 0              | 35     | 0      |

Bijgewerkt op 24 oktober 2019.

## Interlandcarrière
Antov is een Bulgaars jeugdinternational. Op 25 maart 2019 maakte hij zijn debuut voor de nationale ploeg. In de uitwedstrijd tegen Kosovo, een EK-2020 kwalificatiewedstrijd, mocht hij tien minuten voor tijd Georgi Kostadinov komen vervangen. De wedstrijd eindigde op 1–1.